# Tachiramantis douglasi
Tachiramantis douglasi es una especie de anfibio anuro de la familia Craugastoridae.

## Distribución geográfica
Esta especie es endémica de la Cordillera Oriental en Colombia. Se encuentra en los departamentos de Santander y Norte de Santander entre los 1800 y 2500 m sobre el nivel del mar. Su presencia es incierta en Venezuela.

## Etimología
Esta especie lleva el nombre en honor a Douglas Stewart Lynch, el hijo de John Douglas Lynch.

## Publicación original
- Lynch, 1996: New frog (Eleutherodactylus: Leptodactylidae) from the Andes of eastern Colombia, part of a remarkable pattern of distribution. Copeia, vol. 1996, n.º 1, p. 103-108.[4]